# Vranica
Vranica este o zonă montană din Alpii Dinarici din Bosnia și Herțegovina centrală, situată între orașul Gornji Vakuf la vest și orașul Fojnica la est, pe teritoriul Federației Bosniei și Herțegovinei. Cel mai înalt vârf este Nadkrstac care are 2.110 m. Din punct de vedere geologic, lanțul montan Vranica face parte din Alpii Dinarici și sunt formați în mare parte din rocă sedimentară secundară și terțiară, în mare parte calcaroasă. Vârfurile mai înalte, pe lângă Nadkrstac (2110 m.) sunt  Locika (2106 m.), Rosinj (2059 m.) și Scit (1949 m.). Arbuștii groși de Pinus mugo înlocuiesc pădurea mixtă - mai ales de fag - la altitudini de peste 1400 m. Caracteristicile carstice tipice ale munților din Herțegovina din apropiere sunt relativ absente în Vranica, care are izvoare de apă relativ abundente. Pârâurile care izvorăsc din acești munți formează Dragača în est și Râul Vrbas în vest. 

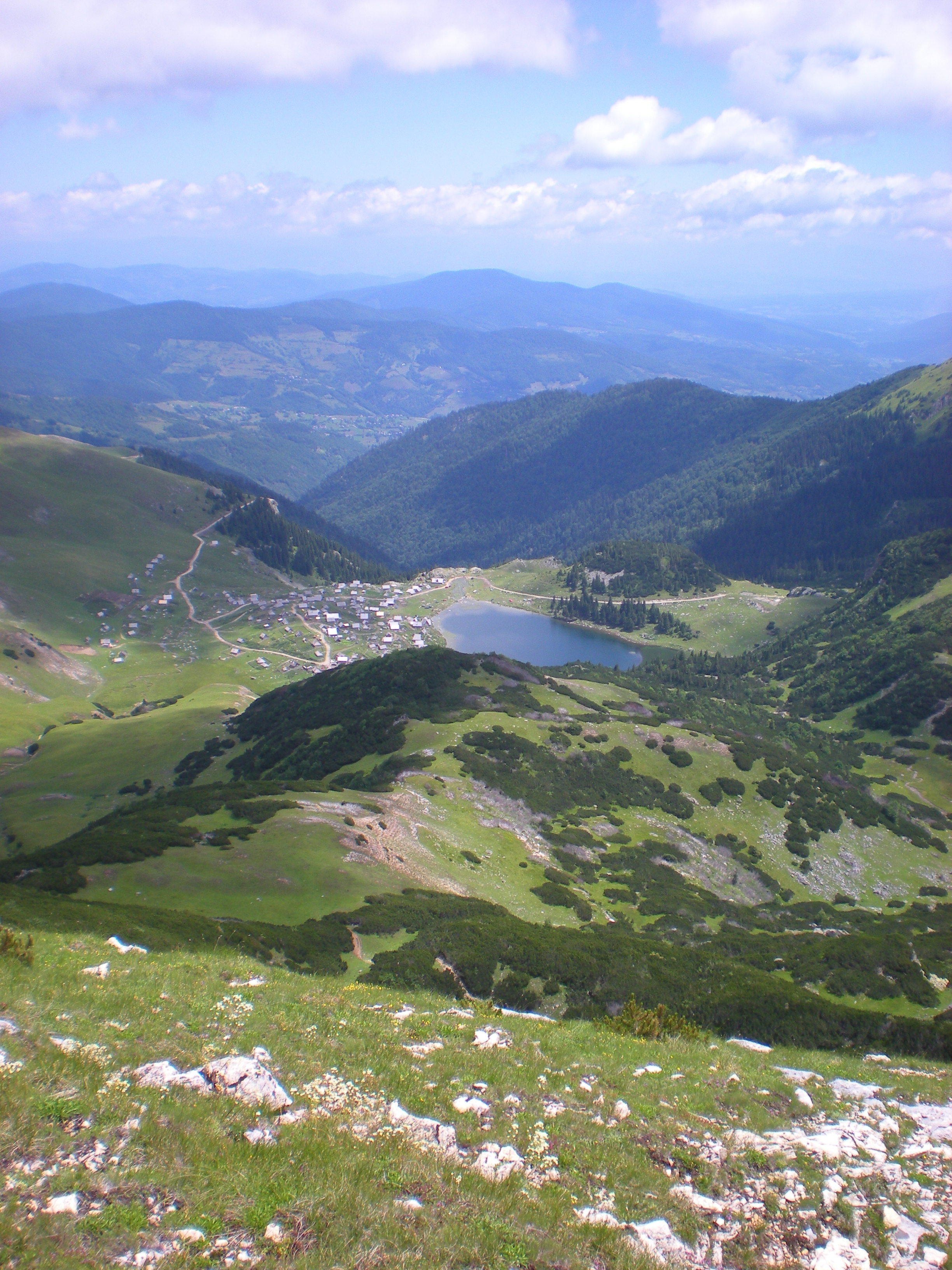
Lacul Prokoško Jezero văzut de pe Vranica. Bosnia și Herțegovina.

## Lacul Prokoško
Chiar la est de vârful principal, la 1660 m altitudine se află un lac glaciar frumos numit Prokoško Jezero. Acest lac a fost cândva un habitat pentru o variantă endemică de amfibian unic, Salamandra Triton (Ichthyosaura alpestris reiseri). Pe țărmul nordic se găsește o așezare de colibe din lemn de păstori care, din păcate, în ultimii ani s-a supraîncărcat cu clădiri ilegale de agrement care amenință ecosistemul vulnerabil. Prokoško Jezero a primit un statut protejat în 2005 pe baza criteriilor Uniunii Internaționale pentru Conservarea Naturii (UICN), când a fost declarat monument al naturii de către autoritățile din Bosnia și Herțegovina. În ciuda acestor măsuri de protecție, nu este clar dacă poluarea legată de activitatea umană va deveni fatală pentru salamandra Triton (alpină). 

## Drumeții
Munții Vranica au fost puțin afectați de luptele din timpul conflictului bosniac din 1992-1995. Creasta principală centrală a rămas în mare parte ferită de război și, prin urmare, riscul existenței minelor antipersonal este minim. De asemenea, din acest motiv, Vranica este o destinație atractivă pentru drumeții, bicicliști de munte și schiori. Un drum montan neasfaltat duce de la Fojnica la Prokoško Jezero. O colibă de munte - Rosinj P.D. - este situată pe partea de vest a crestei principale la altitudinea de 1780 m.